# 顆粒仿刺鎧蝦
顆粒仿刺鎧蝦（学名：Munidopsis granosa）为鎧甲蝦科仿刺鎧蝦屬下的一个种。